# Dying Message
「Dying Message」（ダイイングメッセージ）は、日本のバンドDの通算17枚目のシングル。2012年5月30日発売。

## 概要
- インディーズからの販売。
- 公式通販限定シングルだった前作『鳥籠御殿 〜L'Oiseau bleu〜』以来1年ぶりのシングル。
- 2011年に販売したアルバム『VAMPIRE SAGA』以来1年4ヶ月ぶりの一般リリース作品でありシングルとしては『In the name of justice』以来役1年6ヶ月ぶりの一般リリースである。
- A-TYPE,B-TYPE,C-TYPEの3タイプ同時リリース。
- A-TYPE付属のDVDにはPV、B-TYPEにはPVのメイキングが収録。
- 『Dying message』3形態（A-TYPE、B-TYPE、C-TYPE）購入特典として各CDにそれぞれ封入されている応募券3枚で応募者全員に全曲解説セルフライナーノーツ＆メンバーメッセージ入りスペシャルブックレットがプレゼントされた。
- このシングルにてよしもとクリエイティブエージェンシー内のY-YARDとマネジメント契約した。

## 収録曲

### 初回限定生産盤A
1. Dying message
(作詞・作曲：ASAGI)
2. Eve（エバ）の系譜
(作詞・作曲：ASAGI)
3. Dying message（Voiceless）

### 初回限定生産盤B
1. Dying message
2. Eve（エバ）の系譜
3. God bless you
(作詞：ASAGI / 作曲：Tsunehito)

### 通常盤
1. Dying message
2. Eve（エバ）の系譜
3. 灰の雪
(作詞：ASAGI / 作曲：Tsunehito)